# Marisol (cantora)
Marisol , cujo nome de batismo é Josefa Flores González e apelido Pepa Flores nasceu em Málaga, Andaluzia em 4 de fevereiro de 1948. É uma cantora e atriz espanhola.

## Carreira infantil: UM RAIO DE LUZ
Foi descoberta pelo seu futuro produtor e sogro Manuel José Goyanes Martínez na exibição de Coros ey Danzas de Malaga na TVE em 1959. Estreou no cinema em 1960. Sua atividade artística era complementada com discos, recitais e shows de TV.

## Vida
Casou com seu produtor Carlos Goyanes Perojo (1969 de quem se divorciou em 1972). 
Seu segundo casamento foi  com  Antonio Gades em Cuba em 1982. Os padrinhos deste casamento, uma cerimônia íntima e discreta, foram Fidel Castro e a bailarina cubana Alícia Alonso. Teve 3 filhos deste casamento, divorciando-se em 1986. 
Mãe de Maria Esteve. 
Mantém constante atividade artística até hoje.

## Filmografía
- Un rayo de luz (Um raio de luz) (1960) com Anselmo Duarte … Marisol
- Ha llegado un ángel (1961)… Marisol
- Tómbola / Los Enredos De Marisol (1962)… Marisol
- Marisol rumbo a Río (Marisol no Rio) (1963)… Marisol/Mariluz
- La nueva Cenicienta (1964)… Marisol
- La historia de Bienvenido (1964)… Marisol
- Búsqueme a esa chica/Los novios de Marisol (1965)… Marisol
- Cabriola (1965)… Chica
- Las cuatro bodas de Marisol (1967)… Marisol
- Solos los dos (1968)… Marisol Collado
- Carola de día, Carola de noche (1969)… Carola Jungbunzlav
- El taxi de los conflictos (1969)… Patricia
- Urtain, el rey de la selva…o así (1969)
- La corrupción de Chris Miller (1973)… Chris Miller
- La chica del Molino Rojo (1973)
- El poder del deseo (1975)… Juna
- Los días del pasado (1978)… Juana
- Bodas de sangre (Bodas de Sangue) (1981) de Carlos Sauracom o nome artístico de Pepa Flores, contracenando com o ex-marido Antonio Gades
- Carmen (1983), de Carlos Saura, com o nome artístico de Pepa Flores, contracenando com o ex-marido Antonio Gades
- Caso cerrado (1985) (com o nome artístico de Pepa Flores)… Isabel

## Televisão

### Especiais de televisão
- 360 grados en torno a…|360º en torno a Marisol (1972)
- Festival de la OTI|Festival de la canción OTI (1972)
- Qué pasó con… Marisol (Telemadrid - Canal Sur) (1994)
- Las Edades de Pepa Flores (Via Digital - Canal Nostalgia)
- Hormigas blancas (Telecinco) (2007)
- ¿Por qué Pepa Flores mató a Marisol? (Antena 3) (2008)

### Mini-séries
- Proceso a Mariana Pineda (Nov/Dic 1984) (com o nome artístico de  Pepa Flores) (5 capítulos)… Mariana Pineda

### Apresentações na televisão
- Ed Sullivan Show (Nova York, Estados Unidos) (23 de abril de 1961)
- Programa "Sábado 64" (31 de julho de 1965)
- Programa "Noche del sábado" (2 de outubro de 1965)
- Programa "Gran Premio" (9 de outubro de 1966)
- Programa "Galas del sábado" (outubro de 1968)
- Programa "Galas del sábado" (17 de maio de 1969)
- Programa "Galas del sábado" (dezembro de 1969)
- Programa "Galas del sábado" (7 de junho de 1970)

## Prêmios
- 1960 - Prémio à melhor atriz infantil no Festival de Cine de Veneza pelo filme "Un rayo de luz".
- 1972 - Prémio OTI por sua canção "Niña"
- 1978 - Prémio Melhor Atriz do Festival de Karlovy Vary pelo filme "Los días del pasado" de Mario Camus.

Marisol, juntamente com Joselito, e anteriormente Pablito Calvo, contribuiu para divulgar o cinema espanhol infanto-juvenil ao redor do mundo, distribuidas no Brasil pela Condor Films.